# キルヒホッフの法則 (反応熱)
熱化学におけるキルヒホッフの法則（キルヒホッフのほうそく）、または、キルヒホフの法則とは、反応熱の温度係数が反応前後の熱容量の差に等しいという法則である。1858年にグスタフ・キルヒホッフが理論的に導いた。狭義の化学反応に伴う反応熱について成り立つだけでなく、溶解熱や希釈熱などの、広義の混合熱についても一般に成り立つ。また、蒸発熱などの、状態変化に伴う潜熱についても適用できる。
この法則によると、反応後の熱容量が反応前の熱容量より大きい場合、発熱反応であれば、温度上昇とともに発熱量が減少する。吸熱反応であれば、逆に、温度上昇とともに吸熱量が増大する。反応後の熱容量が反応前の熱容量より小さい場合は、温度上昇とともに発熱量は増大し、吸熱量は減少する。いずれの場合でも、反応前後の熱容量の差が大きいほど、反応熱の温度依存性が顕著になる。
エンタルピーを用いると、上記の事柄はキルヒホッフの式と呼ばれる簡潔な式で表現できる。
{\displaystyle {\frac {\partial }{\partial T}}\Delta _{\text{r}}H(T,P)=\Delta _{\text{r}}C_{P}(T,P)}
ここで ΔrH(T, P) は、温度 T、圧力 P の定温定圧条件下で起こる反応に伴うエンタルピーの変化であり、反応エンタルピーと呼ばれる。発熱反応では ΔrH < 0 であり、吸熱反応では ΔrH > 0 である。また ΔrCP(T, P) は、生成物の定圧熱容量から、同じ温度・圧力の下にある反応物の定圧熱容量を引いたものである。

## 導出例
以下の2つの導出例は、どちらも (∂H/∂T)P = CP（エンタルピーの温度係数は定圧熱容量に等しい）という関係式を用いている。

### 例1

エンタルピーの総変化量 ΔH は、反応後に加熱したとき (X→Y→Z) と加熱後に反応させたとき (X→W→Z) とで同じになる。

温度 T1、圧力 P における反応物のエンタルピーを H(reactants;T1, P) とし、温度 T2、圧力 P における生成物のエンタルピーを H(products;T2, P) とする。エンタルピーは状態量なので、この反応物と生成物とのエンタルピー差 ΔH は一意に定まり、途中の経路には依存しない。それゆえ、温度 T1 の定温定圧条件下で反応させた後に、生成物を定圧条件下で温度 T1 から T2 まで加熱したときのエンタルピー変化
{\displaystyle {\begin{aligned}\Delta H&=H({\text{products}};T_{2},P)-H({\text{reactants}};T_{1},P)\\&=\left[H({\text{products}};T_{2},P)-H({\text{products}};T_{1},P)\right]+\left[H({\text{products}};T_{1},P)-H({\text{reactants}};T_{1},P)\right]\\&=\int _{T_{1}}^{T_{2}}C_{P}({\text{products}};T,P)\,\mathrm {d} T+\Delta _{\text{r}}H(T_{1},P)\end{aligned}}}
は、反応物を定圧条件下で温度 T1 から T2 まで加熱した後に、温度 T2 の定温定圧条件下で反応させたときのエンタルピー変化
{\displaystyle {\begin{aligned}\Delta H&=H({\text{products}};T_{2},P)-H({\text{reactants}};T_{1},P)\\&=\left[H({\text{products}};T_{2},P)-H({\text{reactants}};T_{2},P)\right]+\left[H({\text{reactants}};T_{2},P)-H({\text{reactants}};T_{1},P)\right]\\&=\Delta _{\text{r}}H(T_{2},P)+\int _{T_{1}}^{T_{2}}C_{P}({\text{reactants}};T,P)\,\mathrm {d} T\end{aligned}}}
に等しい。すなわち
{\displaystyle \int _{T_{1}}^{T_{2}}C_{P}({\text{products}};T,P)\,\mathrm {d} T+\Delta _{\text{r}}H(T_{1},P)=\Delta _{\text{r}}H(T_{2},P)+\int _{T_{1}}^{T_{2}}C_{P}({\text{reactants}};T,P)\,\mathrm {d} T}
が成り立つ。この式は、反応エンタルピー ΔrH(T, P) の温度による違いが、反応前後の熱容量の差 ΔrCP(T, P) から計算できることを示している。
{\displaystyle \Delta _{\text{r}}H(T_{2},P)-\Delta _{\text{r}}H(T_{1},P)=\int _{T_{1}}^{T_{2}}\Delta _{\text{r}}C_{P}(T,P)\,\mathrm {d} T}
温度範囲が広くなく、反応前後の熱容量の差 ΔrCP を温度によらない一定値とみなせる場合は、以下のように表される。
{\displaystyle {\frac {\Delta _{\text{r}}H(T_{2},P)-\Delta _{\text{r}}H(T_{1},P)}{T_{2}-T_{1}}}=\Delta _{\text{r}}C_{P}}
T2 → T1 の極限をとると、キルヒホッフの式が得られる。
{\displaystyle \left({\frac {\partial \Delta _{\text{r}}H}{\partial T}}\right)_{P}=\Delta _{\text{r}}C_{P}}

### 例2
エンタルピーと定圧熱容量の間の関係式 (∂H/∂T)P = CP より、生成物に対して
{\displaystyle {\frac {\partial }{\partial T}}H({\text{products}};T,P)=C_{P}({\text{products}};T,P)}
が成り立ち、反応物に対して
{\displaystyle {\frac {\partial }{\partial T}}H({\text{reactants}};T,P)=C_{P}({\text{reactants}};T,P)}
が成り立つ。辺々引くと
{\displaystyle {\frac {\partial }{\partial T}}H({\text{products}};T,P)-{\frac {\partial }{\partial T}}H({\text{reactants}};T,P)=\Delta _{\text{r}}C_{P}(T,P)}
となり、微分の差が差の微分に等しいことを使うと、キルヒホッフの式が得られる。
{\displaystyle {\frac {\partial }{\partial T}}\left[H({\text{products}};T,P)-H({\text{reactants}};T,P)\right]=\Delta _{\text{r}}C_{P}(T,P)}

## 標準反応エンタルピー
キルヒホッフの法則により、標準反応エンタルピー ΔrH° の温度係数は次式で与えられる。
{\displaystyle {\frac {\mathrm {d} }{\mathrm {d} T}}\Delta _{\text{r}}H^{\circ }(T)=\sum _{\text{products}}C_{P}^{\circ }(T)-\sum _{\text{reactants}}C_{P}^{\circ }(T)}
ここで CP°(T) は、反応に関与する物質の標準状態における定圧熱容量である。
例えば反応
{\displaystyle a\,\mathrm {A} +b\,\mathrm {B} \longrightarrow c\,\mathrm {C} +d\,\mathrm {D} }
であれば、ΔrH° の温度係数は CP,m°(T) を標準定圧モル熱容量として
{\displaystyle {\frac {\mathrm {d} }{\mathrm {d} T}}\Delta _{\text{r}}H^{\circ }(T)=cC_{P,{\text{m}}}^{\circ }({\text{C}};T)+dC_{P,{\text{m}}}^{\circ }({\text{D}};T)-aC_{P,{\text{m}}}^{\circ }({\text{A}};T)-bC_{P,{\text{m}}}^{\circ }({\text{B}};T)}
と表される。基準温度を T0 とすると、この反応の温度 T1 における標準反応エンタルピー ΔrH°(T1) は次式で与えられる。
{\displaystyle \Delta _{\text{r}}H^{\circ }(T_{1})=\Delta _{\text{r}}H^{\circ }(T_{0})+\int _{T_{0}}^{T_{1}}\left[cC_{P,{\text{m}}}^{\circ }({\text{C}};T)+dC_{P,{\text{m}}}^{\circ }({\text{D}};T)-aC_{P,{\text{m}}}^{\circ }({\text{A}};T)-bC_{P,{\text{m}}}^{\circ }({\text{B}};T)\right]\mathrm {d} T}

## 計算例

### 中和熱
塩酸と水酸化ナトリウム水溶液の中和反応を考える。
{\displaystyle {\ce {{HCl(aq)}+ NaOH(aq) -> {NaCl(aq)}+ H2O(l)}}}
HCl、NaOH、NaCl は強電解質なので、この反応をイオン反応式で書くと
{\displaystyle {\ce {{H+(aq)}+{Cl^{-}(aq)}+{Na+(aq)}+{OH^{-}(aq)}->{Na+(aq)}+{Cl^{-}(aq)}+H2O(l)}}}
となる。溶液の標準状態では溶質間の相互作用がゼロである。したがって、塩酸 HCl(aq) と水酸化ナトリウム水溶液 NaOH(aq) の標準反応エンタルピーは、正味のイオン反応式
{\displaystyle {\ce {{H+(aq)}+{OH^{-}(aq)}->H2O(l)}}}
の標準反応エンタルピーに等しい。この反応の ΔrH°(298.15 K) は −55.815 kJ/mol であり、ΔrH < 0 であるから、発熱反応である。25 ℃ (298.15 K) における温度係数を計算すると
{\displaystyle {\begin{aligned}\Delta _{\text{r}}C_{P}^{\circ }(298.15\,\mathrm {K} )&=C_{P,{\text{m}}}^{\circ }(\mathrm {H_{2}O(l)} ;298.15\,\mathrm {K} )-C_{P,{\text{m}}}^{\circ }(\mathrm {H^{+}(aq)} ;298.15\,\mathrm {K} )-C_{P,{\text{m}}}^{\circ }(\mathrm {OH^{-}(aq)} ;298.15\,\mathrm {K} )\\&=\mathrm {75.3\,JK^{-1}mol^{-1}-0\,JK^{-1}mol^{-1}-(-148.5\,JK^{-1}mol^{-1})} \\&=\mathrm {223.8\,JK^{-1}mol^{-1}} \end{aligned}}}
となる。ΔrCP > 0 であるから、標準中和エンタルピーの温度係数は正である。したがって、中和反応に伴って発生する熱量は、温度上昇とともに減少する。
25 ℃ ± 7 ℃ の温度範囲で ΔrCP° の温度依存性を無視するなら、標準中和エンタルピーの温度変化は以下のように予想される。
{\displaystyle {\begin{aligned}\Delta _{\text{r}}H^{\circ }(32\,^{\circ }\mathrm {C} )&=\Delta _{\text{r}}H^{\circ }(25\,^{\circ }\mathrm {C} )+\mathrm {7\,K} \cdot \Delta _{\text{r}}C_{P}^{\circ }=\mathrm {-54.2\,kJ/mol} \\\Delta _{\text{r}}H^{\circ }(18\,^{\circ }\mathrm {C} )&=\Delta _{\text{r}}H^{\circ }(25\,^{\circ }\mathrm {C} )-\mathrm {7\,K} \cdot \Delta _{\text{r}}C_{P}^{\circ }=\mathrm {-57.4\,kJ/mol} \end{aligned}}}

### 自己解離反応
水の自己解離反応
{\displaystyle {\ce {H2O(l)->{H+(aq)}+{OH^{-}(aq)}}}}
は、中和反応の逆反応である。よってこの反応の標準反応エンタルピーは 25 ℃ で 55.8 kJ/mol であり、ΔrH > 0 であるから、吸熱反応である。また、25 ℃における温度係数は ΔrCP = −223.8 JK−1mol−1 < 0 である。したがって、水の自己解離反応に必要な熱量は、温度上昇とともに減少する。

### 蒸発熱
液体の蒸発と沸騰は吸熱変化であるから、純物質の標準蒸発エンタルピー ΔvapH° は正の値をとる。液体の熱容量は、通常は同じ温度の蒸気の熱容量より大きいので、ΔvapH° の温度係数は負の値となる。
{\displaystyle {\frac {\mathrm {d} }{\mathrm {d} T}}\Delta _{\text{vap}}H^{\circ }(T)=C_{P}^{\circ }({\text{gas}};T)-C_{P}^{\circ }({\text{liquid}};T)<0}
したがって、蒸発熱は温度が高くなるほど小さくなる。
例えば液体の水の定圧比熱は、1.00 cal·K−1g−1 であり、水蒸気の定圧比熱は、およそ 4R/(18 g·mol−1) = 0.44 cal·K−1g−1 である。これらの比熱の差から100℃と25℃における蒸発熱の差を見積もると、42 cal/g となる。25 ℃ での水の蒸発熱は 584 cal/g であるから、100℃の蒸発熱は 542 cal/g と見積もられる。実測値 539 cal/g との差は、水蒸気のエンタルピーが圧力に依存することに起因する。

### シフト反応
水性ガスシフト反応は工業的に重要な反応のひとつである。
{\displaystyle {\ce {{CO(g)}+ {H2O(g)}-> {CO2(g)}+ {H2(g)}}}}
この反応の 1500 K における標準反応エンタルピーは、以下のように計算できる。
まず、298 K (25 ℃) における標準反応エンタルピー ΔrH°(298 K) は、反応に関与する物質の標準生成エンタルピーから −41.17 kJ/mol と計算できる。この値からキルヒホッフの法則を用いて ΔrH°(1500 K) を精度よく求めるには、温度差が大きいので熱容量の温度依存性を考慮しなければならない。純物質の定圧モル熱容量は、しばしば
{\displaystyle C_{P,{\text{m}}}(T)=a+bT+{\frac {c}{T^{2}}}}
の形の経験式で表される。この経験式を使うと、温度 T における標準反応エンタルピー ΔrH°(T) は、次式で表される。
{\displaystyle \Delta _{\text{r}}H^{\circ }(T)=\Delta _{\text{r}}H^{\circ }(T_{0})+\Delta a(T-T_{0})+{\frac {\Delta b}{2}}(T^{2}-T_{0}^{2})-\Delta c\left({\frac {1}{T}}-{\frac {1}{T_{0}}}\right)}
| 物質   | a/JK−1mol−1 | b/10−3JK−2mol−1 | c/105JKmol−1 |
| ------ | ----------- | --------------- | ------------ |
| CO(g)  | 28.41       | 04.10           | −0.46        |
| H2O(g) | 30.54       | 10.29           | 0            |
| CO2(g) | 44.22       | 08.79           | −8.62        |
| H2(g)  | 27.28       | 03.26           | 00.50        |

定圧熱容量のパラメータ a, b, c と ΔrH°(298 K) = −41170 J/mol を代入すると、温度 T における水性ガスシフト反応の ΔrH°(T) の計算式が得られる。
{\displaystyle {\frac {\Delta _{\text{r}}H^{\circ }(T)}{\mathrm {J/mol} }}=-41170+12.55(T/\mathrm {K} -298)+{\frac {-2.34\times 10^{-3}}{2}}((T/\mathrm {K} )^{2}-298^{2})-(-7.66\times 10^{5})\left({\frac {\mathrm {K} }{T}}-{\frac {1}{298}}\right)}
この計算式から、1500 K (1227 ℃) における標準反応エンタルピー ΔrH°(1500 K) が −30.68 kJ/mol と計算できる。